# Arquitetura em Quadrinhos
Arquitetura em Quadrinhos foi uma exposição de artes organizada pelo Instituto Francês de Arquitetura e apresentada no Museu de Arte de São Paulo entre 11 e 24 de julho de 1988. A exposição, que fora apresentada anteriormente na França e em Portugal, foi patrocinada pela empresa Hunter Douglas e contou com exibição de painéis apresentando a forma como a arquitetura é desenvolvida nas histórias em quadrinhos, com ênfase em obras de autores dos quadrinhos franco-belgas, além de nomes como Will Eisner, Chester Gould, Bob Kane e Hugo Pratt, entre outros.
Em 1989, Arquitetura em Quadrinhos ganhou o Troféu HQ Mix de melhor exposição.